# نداء للعمل: المرأة والدين والعنف والقوة
دعوة إلى العمل: المرأة والدين والعنف والقوة هو كتاب من تأليف الرئيس الأمريكي السابق جيمي كارتر. استعرض الكتاب بشكل عام القوى المشاركة في التلاعب والاعتداء العالمي على النساء، وعرض بعض البيانات الإحصائية.